# Леонхард VIII Улрих фон Харах-Рорау
Леонхард VIII Улрих фон Харах-Рорау (на немски: Leonhard VIII Ulrich von Harrach zu Rohrau; * 1631; † 1689/1695) е граф на Харах-Рорау в Долна Австрия.

## Произход
Той е син на граф Леонхард VII Карл фон Харах-Рорау (1594 – 1645) и съпругата му графиня Мария Франциска фон Егенберг (1607 – 1679), дъщеря на княз Ханс Улрих фон Егенберг, херцог на Крумау (1568 – 1634), първи министър в двора на император Фердинанд II, и фрайин Мария Сидония фвон Танхаузен († 1614).

## Фамилия
Първи брак: на 24 септември 1651 г. с Анна Евзебия фон Шванберг († 21 март/29 април 1659, Виена), дъщеря на Ян Вилем II фон Шванберг († 6 юни 1651) и графиня Йохана Трцкова з Липа († 5 октомври 1651). Бракът е бездетен.
Втори брак: на 1 май 1664 г. с графиня Мария Магдалена Маргарета фон Йотинген-Валерщайн (* 1633; † 7 септември 1693), дъщеря на граф Ернст II фон Йотинген-Валерщайн (1594 – 1670) и графиня Мария Магдалена Фугер-Кирхберг-Вейсенхорн (1606 – 1670). Те имат 1 син и 3 дъщери:
- Ернст Антон Венцел фон Харах-Рорау (* 13 февруари 1665; † 11 март 1718), женен I. на 2 юли 1691 г. за графиня Мария Констанция фон Херберщайн (* 30 ноември 1670; † 12 октомври 1694), II. на 13 май 1695 г. за фрайин Мария Йозефа фон Гилайз (* 6 май 1673; † 31 май 1760, Виена) и има с нея 12 деца, само три дъщери порастват
- Мария Йозефа Елеонора Евзебия фон Харах-Рорау (* ок. 1668; † 15 октомври 1729, Траунег), омъжена I. на 12 юни 1680 г. за граф Максимилиан фон Рейнщайн и Татенбах († 15 август 1698, Ебершванг), II. 1723 г. за Йохан Готфрид Фердинанд Кастнер фон Зигмундслуст
- Мария Франциска фон Харах-Рорау (* ок. 1670; † 21 ноемеври 1735), омъжена I. за граф Йохан Максимилиан фон Херберщайн, II. пр. 20 август 1706 г. за Венцел Феликс фон Халвил († 15 април 1719)
- Мария Анна фон Харах-Рорау (* ок. 1672; † ок. 1672